# 乌兹别克斯坦农业
農業，是烏茲別克斯坦的主要產業，僱用了該國28％的勞動力，佔其國內生產總值的24％（2006年的數據）。因為內陸沙漠氣候作物需要灌溉才可生長，因此主要在河谷和綠洲耕作，可耕地面積為450萬公頃，約佔烏茲別克斯坦總面積的10％，由作物和牲畜共享。沙漠牧場佔全國的50％，但它們只合適放牧卡拉庫爾羊。

## 農產品
棉花是烏茲別克斯坦的主要經濟作物，佔其2006年出口的17％。每年棉花產量約為100萬噸（佔世界產量的4％-5％），出口量為70萬至80萬噸（佔世界出口量的10％），烏茲別克斯坦是第六大棉花生產國和第二大棉花出口國。世界。然而，由於與單一作物經濟相關的風險以及對人口的糧食安全的考慮，烏茲別克斯坦一直在將其生產多樣化，同時減少棉花產量。因此，棉花播種面積從1990年的190萬公頃減少到2006年的140萬公頃，而穀物面積從100萬公頃增加到160萬公頃（部分以分配給飼料作物的面積為代價）。烏茲別克採取作物多樣化措施背後的另一個原因可能是環境問題，因為生產棉花所需的大量灌溉和施肥導致了鹹海的干涸以及周圍地區土壤的嚴重污染。
主要穀物是小麥，大麥，玉米和大米，它們是在集約灌溉的綠洲中種植的。小作物包括芝麻，洋蔥，亞麻和煙草。新鮮水果主要在國內消費，也出口乾果。烏茲別克瓜類以其悠久的生命和獨特的口味而聞名，在獨聯體的大城市廣受歡迎。
雖然自4世紀以來烏茲別克斯坦就已經存在養蠶和絲綢業，但在統計上顯得微不足道。

## 轉變農業結構
直到1991年，烏茲別克斯坦（當時的烏茲別克蘇維埃社會主義共和國）的農業，與所有其他蘇維埃共和國一樣，是在一個雙重體系中組織起來的，其中大型集體農莊和國營農場與附屬家庭的準私人個體農業共存。
1992年後開始在獨立的烏茲別克斯坦開始向市場經濟過渡的過程導致了三種農場的形成：傳統的家庭私人用地改名為dehkan（或dehqon）農場（烏茲別克語：деҳқонхўжаликлари，俄語：дехканскиехозяйства）;大型集體和前國營農場被重新分類為農業生產合作社或其他公司形式（股份制社團，有限責任公司，合夥企業），還有一個新的中型農民農場或“農民”。
截至2006年，“農民”種植了75％的播種面積，而dehkan農場種植了12.5％，各種企業農場控制了剩餘的12.5％。在牲畜方面情況完全不同：95％的奶牛在dehkan農場，4％在農民農場，只有1％在公司農場。Dehkan農場的農業總產量佔62％，其次是農民農場的32％，企業農場只佔6％。